# Lochan Dubh (Loch Arkaig)
Lochan Dubh (schottisch-gälisch: „Kleiner Schwarzer See“) ist ein Süßwassersee in der historischen Region Lochaber der schottischen Council Area Highland.

## Beschreibung
Der See liegt in den schottischen Highlands nordwestlich des Great Glens. Der langgezogene Loch Arkaig befindet sich rund drei Kilometer südlich. Der Lochan Dubh liegt in einer äußerst dünn besiedelten Region. Der Weiler Murlaggan befindet sich sechs Kilometer südwestlich, Fort William rund 20 Kilometer südlich. Eine unbefestigte Straße entlang des Nordufers von Loch Arkaig verläuft drei Kilometer südlich.
Der See liegt auf einer Höhe von 315 Metern über dem Meeresspiegel vor der Westflanke des 656 Meter hohen Meall Blair. Der längliche Lochan Dubh weist eine maximale Länge von 0,59 Kilometern bei einer maximalen Breite von 0,23 Kilometern auf, woraus sich eine Fläche von neun Hektar und ein Umfang von zwei Kilometern ergeben. Die mittlere Tiefe des Lochan Dubh beträgt 5,8 Meter, woraus sich ein Volumen von 503.340 Kubikmetern ergibt. Sein Einzugsgebiet erstreckt sich im Wesentlichen nach Süden und Westen und umfasst 552 Hektar. Es besteht zu etwa 69,1 % aus Heideflächen, während Grundwasser 10,1 % des Zuflusses zu Lochan Dubh ausmacht. Der See besitzt keine benannten Zuflüsse. Vom Südufer fließt ein unbenannter Bach ab, der nach kurzer Strecke in den größeren Loch Blair mündet, der über den Loch Arkaig, den Arkaig, den Loch Lochy und den Lochy in den Meeresarm Loch Linnhe an der Schottischen See entwässert.